# Didymodon sicculus
Didymodon sicculus là một loài rêu trong họ Pottiaceae. Loài này được M.J. Cano, Ros, Garcia-Zamora & J. Guerra mô tả khoa học đầu tiên năm 1996.